# Hjälmaren
Hjälmaren – czwarte pod względem powierzchni (483 km²) jezioro w Szwecji, położone w środkowej części kraju w granicach prowincji historycznych (landskap) Närke, Södermanland i Västmanland.
Hjälmaren jest położone na równinnym obszarze, 21,9 m n.p.m.; średnia głębokość wynosi 6,2 m, maksymalna 20 m. Największą rzeką zasilającą jest Svartån, z ujściem w Örebro. Jezioro odwadnia do Melaru rzeka Eskilstunaån. Hjälmaren jest także połączony z Melarem poprzez żeglowny Hjälmare kanal. W latach 1878–1888 obniżono poziom lustra wody średnio o ok. 1,3 m. W wyniku przeprowadzonych robót uzyskano ok. 18 000 ha ziemi uprawnej.